# ふりむかないで (米米CLUBの曲)
『ふりむかないで』は、2009年に9月30日に米米CLUBが発売した33枚目のシングル。発売元はSony Music Records。

## 概要
1年振りの新曲。「秋の米米収穫祭!!」と銘打ち4週に亘りシングル2作・アルバム・DVD5作の連続リリースを発表。本作はその第一弾（通称：一ライス・いちライス）である。本作は当初、2009年の米米の日（8月8日）発売予定であったが、変更になった。初回生産限定盤と通常盤の2形態で発売。初回盤はDVDが付属。

## 収録曲
全作詞・作曲・編曲：米米CLUB
1. ふりむかないで (4:24)
2. Hard Shake Hip! (3:50)
「Shake Hip!」のリアレンジバージョン。
JT「ルーツリアルブレンドロイヤルミックス」CMソング。CMで流れているものは本作収録バージョンと別に作られたCMバージョンであり、そちらは音源化されていない。
3. ふりむかないで（instrumental） (4:24)
4. Hard Shake Hip!（instrumental）(3:40)

## 初回盤特典DVD
- KOME BIZ presents KOOL櫃
- この年の“米米の日”に配信された、メンバー総出演によるインターネット生放送 “KOME BIZ presents KOOL櫃”のダイジェスト。